# Nera (Donau)
Die Nera (rumänisch; ungarisch Néra; serbisch Нера/Nera) ist ein Fluss im Südwesten Rumäniens, der besonders durch seine Schluchtstrecken bekannt ist. Er ist in Teilen Grenzfluss zu Serbien.

## Verlauf
Die Nera entspringt nördlich von Borlovenii Vechi im Semenic-Gebirge, das zu dem Banater Gebirge gehört. Nach rund 70 Kilometern durchfließt die Nera zwischen Șopotu Nou und Sasca Română eine etwa 30 Kilometer lange und bis zu 600 Meter tiefe Karstschlucht, die den Kernbereich des Nationalparks Cheile Nerei - Beușnița bildet. Hier gibt es neben zahlreichen Höhlen auch Sinterterrassen, andere Travertinformationen und Karsterscheinungen wie den Lacul Dracului („Teufelssee“) in einer eingestürzten Höhle.
Auf ihren letzten 15 Kilometern bildet die Nera den Grenzfluss zu Serbien und mündet beim (Donau)-Kilometer 1075 in die Donau.

## Karte
- Klub českých turistů: Turistická Mapa Banát, M 1 : 100.000. 1. Auflage. Freytag & Berndt, Prag 2001, ISBN 80-85999-88-9 (tschechisch, rumänisch, englisch, Karte und Führer).